# Persone uccise negli anni di piombo (1981)
Di seguito viene riportata una sintetica cronologia delle vittime provocate in Italia durante gli anni di piombo nel 1981.

## Vittime del 1981
| Data         | Nome comune                                      | Località                    | Responsabili | Vittime                                                                  | Note |
| ------------ | ------------------------------------------------ | --------------------------- | --- | ------------------------------------------------------------------------ | --- |
| 6 gennaio    | Omicidio di Luca Perucci                         | Roma                        | Pasquale Belsito (NAR)                                                                                           | Luca Perucci (Terza Posizione)                                           | Ucciso perché accusato di delazione. |
| 5 febbraio   | Omicidio di Enea Codotto e Luigi Maronese        | Padova                      | Cristiano Fioravanti, Valerio Fioravanti e Francesca Mambro (NAR)                                                | Enea Codotto (carabiniere) e Luigi Maronese (brigadiere)                 | Uccisi nel corso di un conflitto a fuoco, dopo aver sorpreso alcuni terroristi a pescare un carico di armi che avevano precedentemente nascosto. |
| 17 febbraio  | Omicidio di Luigi Marangoni                      | Milano                      | Brigate Rosse | Luigi Marangoni (direttore sanitario del Policlinico di Milano)          | Un commando di quattro terroristi, armati di mitra e di lupara, blocca subito l'auto di Marangoni e spara. |
| 7 aprile     | Omicidio di Raffaele Cinotti                     | Roma                        | Brigate Rosse | Raffaele Cinotti (agente di custodia)                                    | Ucciso in un agguato nei pressi della sua abitazione. |
| 13 aprile    | Omicidio di Ermanno Buzzi                        | Novara                      | Pierluigi Concutelli (Ordine Nuovo) e Mario Tuti (Fronte Nazionale Rivoluzionario)                               | Ermanno Buzzi (detenuto, ex militante di Avanguardia Nazionale)          | Buzzi, condannato all'ergastolo per la strage di piazza della Loggia, viene ucciso in carcere perché sospettato di tradimento. La condanna di Buzzi verrà poi annullata dalla Corte d'appello di Brescia per «morte del reo». |
| 27 aprile    | Rapimento di Ciro Cirillo                        | Napoli                      | Brigate Rosse - Partito della Guerriglia                                                                         | Mario Canciello (autista) e Luigi Carbone (brigadiere di polizia)        | Le due vittime muoiono durante il rapimento dell'assessore democristiano Ciro Cirillo. Cirillo fu liberato il 24 luglio: in quei tre mesi di sequestro si era proceduto alla requisizione di alloggi liberi, ai terremotati era stata assegnata un'indennità di disoccupazione e il villaggio di roulottes alla Mostra d'Oltremare era stato smantellato. Fu anche pagato un riscatto di un miliardo e 450 milioni di lire «raccolti da amici», come sostenne lo stesso Cirillo, grazie a negoziati triangolati tra BR, la camorra di Raffaele Cutolo e i servizi segreti, in quel momento ancora affidati a funzionari e ufficiali iscritti alla P2. |
| 3 giugno     | Omicidio di Antonino Frasca                      | Settimo Milanese            | Prima Linea | Antonino Frasca (guardiano dell'Alfa Romeo)                              | Ucciso a colpi di pistola. |
| 10 giugno    | Omicidio di Nicola Zidda                         | Orune                       | Barbagia Rossa                                                                                                   | Nicola Zidda (civile)                                                    | Ucciso per uno scambio di persona mentre stava parlando con un carabiniere, vero obiettivo dell'attentato. |
| 19 giugno    | Omicidio di Sebastiano Vinci                     | Roma                        | Marina Petrella (Brigate Rosse)                                                                                  | Sebastiano Vinci (vicequestore)                                          | Ucciso da un commando terrorista mentre era in auto fermo al semaforo in una strada di Roma. Il suo autista, l'agente Pacifico Votto, rimase ferito gravemente. |
| 5 luglio     | Omicidio di Giuseppe Taliercio                   | Mestre                      | Antonio Savasta (Brigate Rosse)                                                                                  | Giuseppe Taliercio (dirigente della Montedison)                          | Ucciso 46 giorni dopo essere stato rapito. I terroristi, fin dal primo comunicato, scelsero di non seguire la linea della trattativa, usando un linguaggio duro e chiuso a qualsiasi possibilità di dialogo. |
| 5 luglio     | Morte di Luigi Carluccio                         | Como                        | Brigate Operaie per il Comunismo                                                                                 | Luigi Carluccio (artificiere di polizia)                                 | Muore nel tentativo di disinnescare alcune bombe piazzate dalle Brigate Operaie per il Comunismo. |
| 31 luglio    | Omicidio di Giuseppe De Luca                     | Roma                        | Alessandro Alibrandi, Francesca Mambro e Giorgio Vale (NAR)                                                      | Giuseppe De Luca (Terza Posizione)                                       | Ucciso in casa sotto gli occhi della madre e della sorella. |
| 3 agosto     | Omicidio di Roberto Peci                         | Roma                        | Brigate Rosse - Partito della Guerriglia                                                                         | Roberto Peci (Brigate Rosse)                                             | Rapito il 10 giugno a San Benedetto del Tronto, viene ucciso perché il fratello Patrizio Peci aveva iniziato a collaborare con la magistratura. L'esecuzione fu filmata da Giovanni Senzani con una telecamera. |
| 6 agosto     | Omicidio di Santo Lanzafame                      | Strada Nuoro-Monte Ortobene | Barbagia Rossa                                                                                                   | Santo Lanzafame (carabiniere)                                            | Muore per le ferite riportate dopo un agguato ai suoi danni risalente al 31 luglio. |
| 18 settembre | Omicidio di Francesco Rucci                      | Milano                      | Nucleo di comunisti                                                                                              | Francesco Rucci (agente di custodia)                                     | Ucciso mentre si stava recando al lavoro. |
| 30 settembre | Omicidio di Marco Pizzari                        | Roma                        | Alessandro Alibrandi, Gilberto Cavallini, Francesca Mambro, Stefano Soderini e Giorgio Vale (NAR)                | Marco Pizzari (Terza Posizione)                                          | Ucciso perché accusato di delazione. |
| 21 ottobre   | Omicidio di Ciriaco Di Roma e Francesco Straullu | Acilia                      | Alessandro Alibrandi, Gilberto Cavallini, Francesca Mambro, Stefano Soderini e Walter Sordi e Giorgio Vale (NAR) | Ciriaco Di Roma (agente di P.S.) e Francesco Straullu (capitano di P.S.) | Uccisi in un'imboscata. |
| 13 novembre  | Omicidio di Eleno Viscardi                       | Milano                      | Ferdinando Della Corte e Giorgio Soldati (Prima Linea)                                                           | Eleno Viscardi (poliziotto)                                              | Ucciso mentre effettua un controllo alla stazione di Milano Centrale. |
| 5 dicembre   | Ferimento di Ciro Capobianco                     | Roma                        | Alessandro Alibrandi (NAR)                                                                                       | Ciro Capobianco (Agente di Pubblica Sicurezza)                           | Ciro Capobianco fu ucciso da Alessandro Alibrandi (terrorista dei NAR e figlio del giudice Antonio Alibrandi) che a sua volta rimane ucciso nello scontro a fuoco. |
| 5 dicembre   | Uccisione di Alessandro Alibrandi                | Roma                        | Scontro a fuoco tra forze dell'ordine e NAR                                                                      | Alessandro Alibrandi (NAR)                                               | Ciro Capobianco (agente di P.S.) rimane ucciso nello scontro a fuoco. |
| 6 dicembre   | Omicidio di Romano Radici                        | Roma                        | Nuclei Armati Rivoluzionari                                                                                      | Romano Radici (carabiniere)                                              | Ucciso alla Piramide Cestia mentre stava procedendo all'identificazione di due giovani. |
| 7 dicembre   | Uccisione di Ciro Capobianco                     | Roma                        | Scontro a fuoco tra forze dell'ordine e NAR                                                                      | Ciro Capobianco (agente di P.S.)                                         | Muore due giorni dopo essere stato ferito nello scontro con Alessandro Alibrandi. |
| 10 dicembre  | Uccisione di Giorgio Soldati                     | Cuneo                       | Brigate Rosse | Giorgio Soldati (detenuto e membro di Prima Linea)                       | Ucciso perché accusato di delazione. |